# 水塘抽樣
水塘抽樣（英語：Reservoir sampling）是一系列的隨機算法，其目的在於從包含n個項目的集合S中選取k個樣本，其中n為一很大或未知的數量，尤其適用於不能把所有n個項目都存放到内存的情況。最常見例子為Jeffrey Vitter在其論文中所提及的算法R。
參照Dictionary of Algorithms and Data Structures所載的{\displaystyle O(n)}算法，包含以下步驟（假設数组S以0開始標示）：
```
從S中抽取首k項放入「水塘」中
對於每一個S[j]項（j ≥ k）：
   隨機產生一個範圍從0到j的整數r
   若 r < k 則把水塘中的第r項換成S[j]項
```

## 實例
在高德納的計算機程序設計藝術中，有如下問題：
可否在一未知大小的集合中，隨機取出一元素？
例如在一很大，但未知確實行數的文字檔中抽取任意一行。如果要確保每一行抽取的機率相等，即是說如果最後發現文字檔共有N行，則每一行被抽取的機率均為1/N，則有如下算法（以Perl表示）
```
$line
;

$n
 
=
 
0
;

srand
;

while
(
<>
)
 
{

    
$n
++
;

    
$line
 
=
 
$_
 
if
 
(
rand
 
<
 
(
1
/
$n
));

}

```

以下Perl程序為上述程序之精簡寫法：
```
srand
;

rand
(
$.
)
 
<
 
1
 
&&
 
(
$line
 
=
 
$_
)
 
while
 
<>
;

```

上例中，在迴圈內第n行被抽取的機率為1/n，以{\displaystyle P_{n}}表示。如果檔案共有N行，任意第n行被抽取的機率為
{\displaystyle {\begin{aligned}&P_{n}\prod _{k=n+1}^{N}(1-P_{k})\\=&{\frac {1}{n}}\prod _{k=n+1}^{N}(1-{\frac {1}{k}})\\=&{\frac {1}{n}}\prod _{k=n+1}^{N}{\frac {k-1}{k}}\\=&{\frac {1}{n}}{\frac {n}{n+1}}{\frac {n+1}{n+2}}\cdots {\frac {N-1}{N}}\\=&{\frac {1}{N}}\end{aligned}}}
故此，各行被抽取的機率均相同。
由於上述算法不需要先把整個檔案掃描以判定總行數再作抽樣，此算法是一線上算法。
以上問題可擴展為
可否在一未知大小的集合中，隨機取出k個元素？
亦即是說，如果檔案共有{\displaystyle N\geq k}行，則每一行被抽取的機率為{\displaystyle {\frac {k}{N}}}，則算法為
```
$k
 
=
 
輸出數量
;

@lines
;

$n
 
=
 
0
;

srand
;

while
(
<>
)
 
{

    
$n
++
;

    
if
 
(
$n
 
<=
 
$k
)
 
{

        
push
(
@lines
,
 
$_
);

    
}
 
else
 
{

        
$r
 
=
 
int
(
rand
(
$n
));

        
if
 
(
$r
 
<
 
$k
)
 
{

            
$lines
[
$r
]
 
=
 
$_
;

        
}

    
}

}

```

上例中，在迴圈內第n行被抽取的機率為k/n，以{\displaystyle P_{n}}表示。如果檔案共有N行，任意第n行被抽取的機率為
{\displaystyle {\begin{aligned}&P_{n}\prod _{j=n+1}^{N}(1-{\frac {P_{j}}{k}})\\=&{\frac {k}{n}}\prod _{j=n+1}^{N}(1-{\frac {k}{kj}})\\=&{\frac {k}{n}}\prod _{j=n+1}^{N}{\frac {j-1}{j}}\\=&{\frac {k}{n}}{\frac {n}{n+1}}{\frac {n+1}{n+2}}\cdots {\frac {N-1}{N}}\\=&{\frac {k}{N}}\end{aligned}}}
因此，各行被抽取的機率均相同。同理，此算法亦是線上算法。
在水塘算法的定義中，並沒有要求每一項目被抽取的機率相同，然而相同機率的情況較常用。